# A War of Our Own
Albums de Stream of Passion
Darker Days
(2011)
A War of Our Own est le quatrième album studio du groupe de metal gothique mexicano-néerlandais Stream of Passion, publié le 18 avril 2014 sur les labels PIAS et Rough Trade Records.

## Liste des morceaux
| No  | Titre               | Durée |
| --- | ------------------- | ----- |
| 1.  | Monster             | 5:53  |
| 2.  | A War of Our Own    | 4:09  |
| 3.  | The Curse           | 4:24  |
| 4.  | Autophobia          | 3:48  |
| 5.  | Burning Star        | 3:43  |
| 6.  | For You             | 3:00  |
| 7.  | Exile               | 5:10  |
| 8.  | Delirio             | 5:02  |
| 9.  | Earthquake          | 4:27  |
| 10. | Secrets             | 4:38  |
| 11. | Don't Let Go        | 6:00  |
| 12. | Out of the Darkness | 4:43  |